# Sound Schedule ALL TIME BEST
『Sound Schedule ALL TIME BEST』（サウンドスケジュール オールタイムベスト）は、Sound Scheduleの2作目の2枚組ベストアルバム。2019年3月27日にDANGUY RECORDSより発売。

## 概要
ベストアルバムとしては前作『THE COMPLETE SS』以来12年6か月ぶり、オールタイム・ベストとしては初の作品。
発売同月にSound Scheduleが結成20周年を迎えたことに合わせ、「天才弾き語リスト・大石昌良とアニメソングシンガー・オーイシマサヨシの原点」と銘打って発売された。CDジャケットにはメンバー3人のライブフォトの周りに「犬」「UFO」「仏」「ピニャコラーダ」「自転車」などアルバムに収録される楽曲のタイトルや歌詞から連想されるイラストがコラージュされている。
本作はSound Scheduleの作品で、唯一新曲が収録されていない。

## 収録曲
全編曲：Sound Schedule。

### Disc1
1. 言葉以上に [4:34]
作詞：大石昌良・沖裕志
作曲：大石昌良
4thアルバム『Place』収録曲。
2. 吠える犬と君 [4:39]
作詞・作曲：大石昌良
1stシングル表題曲。
NTV系『アッコとマチャミの新型テレビ』2001年9月度エンディングテーマ
3. ミラクル [3:44]
作詞：大石昌良
作曲：大石昌良・川原洋二
1stミニアルバム『LIVE』収録曲。
4. 運命の人へ [5:06]
作詞・作曲：大石昌良
2ndアルバム『456』収録曲。
5. ちょっとだけ [5:11]
作詞・作曲：大石昌良
1stアルバム『イマココニアルモノ』収録曲。
6. ペンネの女 [4:01]
作詞・作曲：大石昌良
5thシングル『ことばさがし』カップリング曲。
7. 真夜中のID [4:33]
作詞：大石昌良
作曲：沖裕志
3rdアルバム『ビオトープ』収録曲。
8. さらばピニャコラーダ [3:37]
作詞・作曲：大石昌良
6thシングル表題曲。
TBS系『おかしや?さんま!』2003年7 - 9月度エンディングテーマ
9. スペシャルナンバー [4:27]
作詞・作曲：大石昌良
7thシングル表題曲。
テレビ東京系『たけしの誰でもピカソ』2004年7 - 9月度エンディングテーマ
テレビ神奈川『音楽缶』2004年6月度オープニングテーマ
サンテレビ『KOBE CALLING』2004年6月度エンディングテーマ
10. IQ兄弟 [4:03]
作詞・作曲：大石昌良
2ndアルバム『456』収録曲。
11. 幼なじみ [4:31]
作詞・作曲：大石昌良
3rdシングル表題曲。
TBS系『COUNT DOWN TV』2002年4月度エンディングテーマ
12. ピーターパン・シンドローム (2011MIX) [4:33]
作詞・作曲：大石昌良
4thシングル表題曲の4thアルバム『Place』収録バージョン。
日本テレビ系『AX MUSIC-TV』AX POWER PLAY ＃020
スキージャム勝山CMソング
13. エイリアン [4:42]
作詞・作曲：大石昌良
5thアルバム『FUTURE』収録曲。
14. 愛のかたち [5:03]
作詞・作曲：大石昌良
1stアルバム『イマココニアルモノ』収録曲。
15. 甘い夜 [3:37]
作詞・作曲：大石昌良
1st配信アルバム表題曲。
ライブDVD『SS LIVES 〜Sound Schedule Live Tour "you can't beat that."〜』同梱シングル収録曲。
16. 竜巻 [4:54]
作詞・作曲：大石昌良
3rdシングル『幼なじみ』カップリング曲。
17. 今ココにあるもの [5:13]
作詞・作曲：大石昌良
1stアルバム表題曲。

### Disc2
1. コンパス [4:09]
作詞：大石昌良
作曲：川原洋二
8thシングル『アンサー』カップリング曲。
ジュビロ磐田イメージソング
第84回全国高等学校ラグビーフットボール大会テーマソング
2. フリーハンド [3:23]
作詞・作曲：大石昌良
1stミニアルバム『LIVE』収録曲。
3. ハイライト [5:07]
作詞・作曲：大石昌良
3rdアルバム『ビオトープ』収録曲。
4. ことばさがし (2011MIX) [5:32]
作詞・作曲：大石昌良
5thシングル表題曲の4thアルバム『Place』収録バージョン。
テレビ神奈川『saku saku』2003年4月度エンディングテーマ
5. わけあり [3:43]
作詞・作曲：大石昌良
7thシングル『スペシャルナンバー』カップリング曲。
6. 窓の向こう [4:53]
作詞：大石昌良
作曲：沖裕志
2ndアルバム『456』収録曲。
7. 世直しブッダ [3:49]
作詞・作曲：大石昌良
2ndシングル『君という花』カップリング曲。
8. エピローグ [4:32]
作詞・作曲：大石昌良
3rdアルバム『ビオトープ』収録曲。
9. シチューが飲みたくなる唄 [5:10]
作詞・作曲：大石昌良
1stシングル『吠える犬と君』カップリング曲。
10. グッドタイムコミュニケーション [3:35]
作詞：大石昌良・川原洋二・ヤマサキテツヤ
作曲：大石昌良・ヤマサキテツヤ
4thアルバム『Place』収録曲。
11. 燃やせ煩悩 [4:12]
作詞・作曲：大石昌良
5thシングル『ことばさがし』カップリング曲。
12. 人の子ふたり [4:53]
作詞・作曲：大石昌良
4thシングル『ピーターパン・シンドローム』カップリング曲。
13. コモリウタ [5:19]
作詞・作曲：大石昌良
2ndアルバム『456』収録曲。
14. 君という花 [4:14]
作詞・作曲：大石昌良
2ndシングル表題曲。
15. 同じ空の下で [4:37]
作詞：大石昌良
作曲：川原洋二
1stベストアルバム『THE COMPLETE SS』収録曲。
16. アンサー [5:07]
作詞：大石昌良
作曲：川原洋二
8thシングル表題曲。
17. タイムマシーン [4:27]
作詞・作曲：大石昌良
9thシングル表題曲。